# Savino Rebek
Savino Rebek (Trieste, 13 novembre 1940) è un ex canottiere italiano.

## Biografia
Nato nel 1940 a Trieste, di origini giuliano-dalmate, era tesserato per la Società Ginnastica Triestina.
A 19 anni ha partecipato ai Giochi olimpici di Roma 1960, nel singolo, vincendo la sua semifinale con il tempo di 7'29"58 e chiudendo sesto in finale in 7'31"09.
Dopo il ritiro ha lavorato come litografo.